# Astragalus nebrodensis
L'astragalo dei Nebrodi (Astragalus nebrodensis (Guss.) Strobl) è una pianta appartenente alla famiglia delle Fabacee, endemica della Sicilia.

## Descrizione
È un arbusto spinescente di portamento emisferico alto 50–70 cm.

## Distribuzione e habitat
Endemismo siculo (Madonie e Nebrodi).